# Post Tower

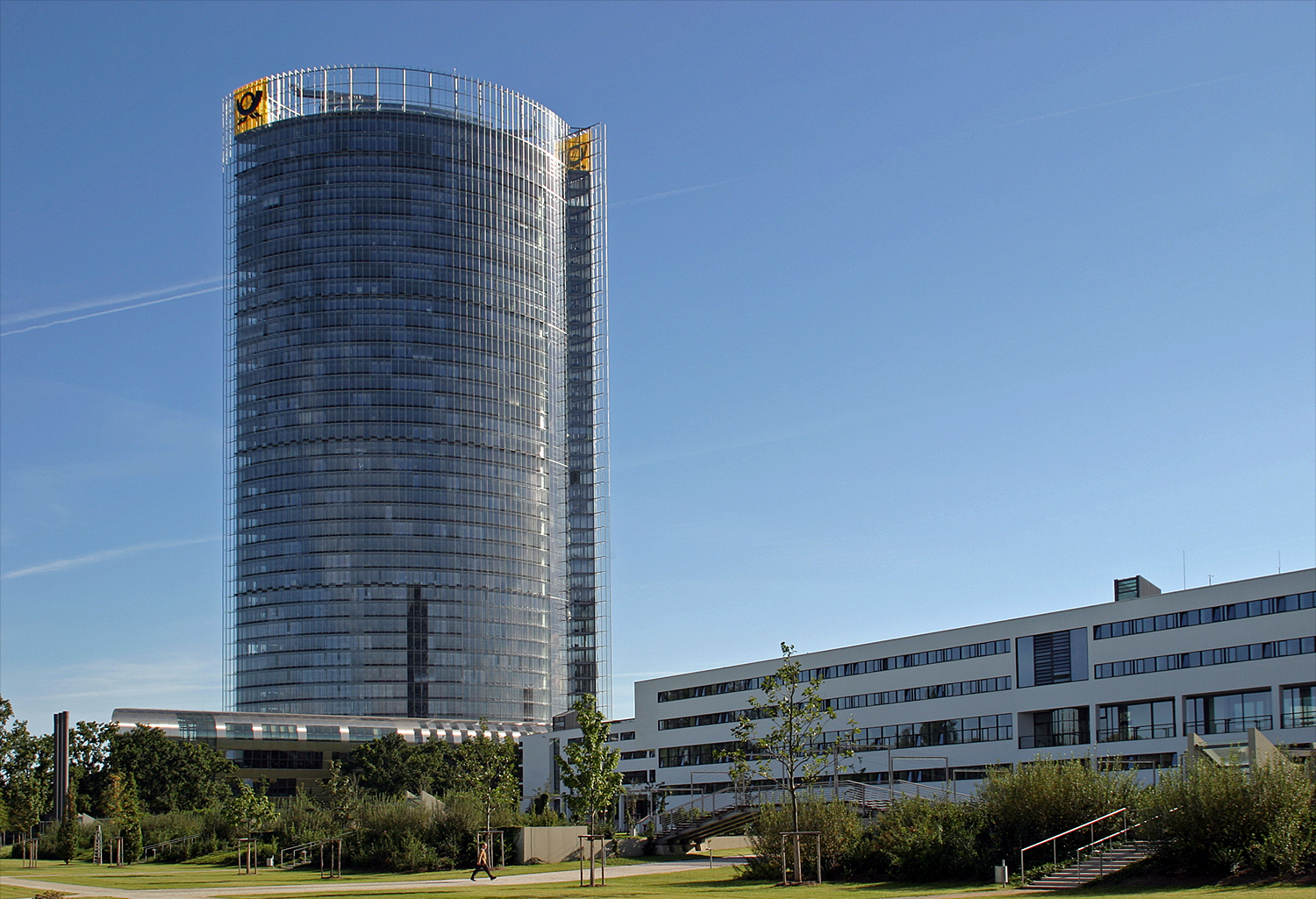
Post Tower

Post Tower är en skyskrapa i den tyska staden Bonn, byggd 2000-2002. Byggnaden, med sina 41 våningar ovan mark, är 162,5 meter hög, vilket gör den till Tysklands fjortonde högsta byggnad. Den är den högsta tyska skyskrapan utanför Frankfurt am Main.
Post Tower vann 2002 Emporis Skyscraper Award och 2014 tilldelades skyskrapan utmärkelsen The 10 Year Award som ges till höga byggnader som har visat sig vara värdefulla för sin stad och sin omgivning över tid.